# Arinthod
Arinthod es una comuna nueva francesa situada en el departamento de Jura, de la región de Borgoña-Franco Condado.

## Historia
Fue creada el 1 de enero de 2018, en aplicación de una resolución del prefecto de Jura de 4 de diciembre de 2017 con la unión de las comunas de Arinthod y Chisséria, pasando a estar el ayuntamiento en la antigua comuna de Arinthod.

## Demografía
| Gráfica de evolución demográfica de Arinthod entre 1800 y 2015 |
|                                                                |

Los datos entre 1800 y 2014 son el resultado de sumar los parciales de las dos comunas que forman la nueva comuna de Arinthod, cuyos datos se han cogido de 1800 a 1999, para las comunas de Arinthod y Chisséria de la página francesa EHESS/Cassini. Los demás datos se han cogido de la página del INSEE.

## Composición
| Comuna delegada | Código INSEE | Población (2015) | Superficie (km²) | Densidad (hab./km²) |
| --------------- | ------------ | ---------------- | ---------------- | ------------------- |
| Arinthod        | 39016        | 1092             | 19.77            | 55                  |
| Chisséria       | 39148        | 72               | 7.25             | 90                  |